# 아마존 알렉사

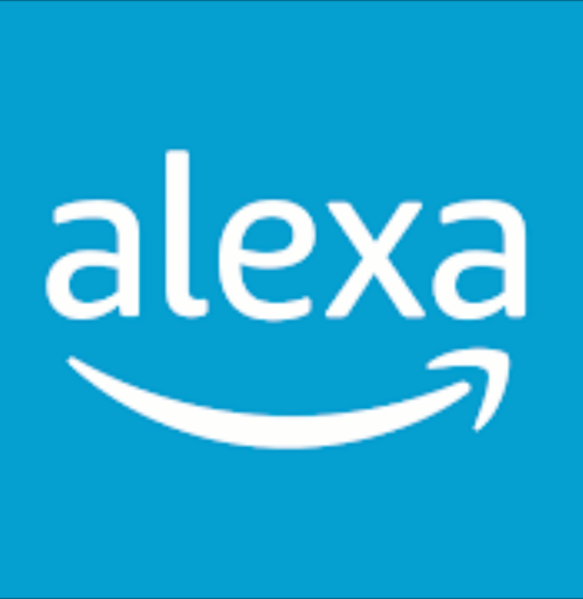
앱 스토어와 구글 플레이에서의 로고

아마존 알렉사(Amazon Alexa)는 아마존에서 개발한 인공지능 플랫폼이다. 알렉사는 아마존 에코에 처음 사용되었다. 사용자는 아마존 에코를 이용해 알렉사와 의사소통을 할 수 있으며, 알렉사는 음악재생, 알람설정, 날씨정보 제공, 교통정보 제공 등 많은 기능들을 제공해준다.현재 알렉사는 독일어와 영어로만 의사소통이 가능하다. 하지만 2017년 안에 힌두어와 일본어가 추가 될것이라는 예상이 있다. 알렉사는 클라우드 기반으로 작동되기 때문에, 알렉사를 자주 사용할수록, 알렉사는 사용자가 말하는 패턴, 단어, 개인적인 기호등을 학습해서 더 잘 받아들인다. 현재 아마존은 알렉사에 대한 소프트웨어정보를 공개하였고, 이러한 정보들을 이용해 여러 기업에서 가전제품, 자동차 등에 도입했다.

## 역사
미국 현지시간 2014년 11월 6일 아마존이 알렉사와 함께 아마존 에코(Amazon echo)라는 스마트 스피커를 출시했다. 알렉사는 스타트렉에 나오는 컴퓨터를 복제하기 위해 만들어졌다. 아마존이 알렉사라는 이름으로 선택한 이유는 부드러운 모음과 자음 X를 가지고 있고, 또한 한 때 모든 지식을 지키는 알렉산드리아 도서관을 연상케 하기 때문이다. 2016년 알렉사 기술을 발전시키기 위해 Alexa Prize가 발표되었다. 2017년 6월 아마존은 알렉사 스킬 키트 (Alexa Skills Kit) 또는 알렉사 음성 서비스 (Alexa Voice Service)를 활용하는 음성 제어 기술에 투자하기 위해 1 억 달러짜리 기금을 발표했다.
 2017년 1월 미국 테네시주 내슈빌에서 개발자들과 팬들의 전세계적 공동체 모임인 알렉사 컨퍼런스가 열렸다.2017년 11월 알렉사는 캐나다 시장에 영어로만 제공되었다.

## 기능
알렉사는 AccuWeather가 제공한 일기예보와 NPR, ESPN등 다양한 Tunein이 제공한 뉴스를 제공한다. 또한 알렉사 지원 장치들은 아마존 뮤직 계정에서 음악을 스트리밍한다. 알렉사는 경보, 타이머, 쇼핑 및 할 일 목록을 관리하고, 위키백과 문서에 액세스 할 수 있다. 알렉사는 사용자의 구글 캘린더에 있는 항목에 대한 질문에 응답할 수 있다.홈 오토메이션 분야에서 알렉사는 Belkin Wemo, ecobee, Geeni, IFTTT, Insteon, LIFX, LightwaveRF, Nest Thermostats, Philips Hue, SmartThings, Wink, Yonomi의 장치와 상호 작용할 수 있다.
알렉사를 이용해 음식을 주문할 수 있다. 2017년 5월 알렉사를 이용해 도미노피자, 피자헛 등 많은 테이크아웃 음식 주문을 할 수 있다.

## 앱
애플 앱스토어, 구글 플레이, 아마존 앱스토어에서 알랙사 앱을 다운받을 수 있다. 알렉사 지원 장치들을 가지고 있는 사용자들은 이 앱을 통해 음악 재생, 리스트 만들기, 알람 등의 기능들을 사용할 수 있다. 또한 알렉사가 사용자의 말을 얼마나 정확하게 인식을 했는지 앱 화면을 통해 알 수 있다.

## 사용 가능 국가
2019년 10월 기준으로, 알렉사는 42개국에서 사용할 수 있다.
| 날짜                                                    | 나라           |
| ------------------------------------------------------- | -------------- |
| 2014년 11월 6일 (일부 제한) 2015년 6월 28일 (완전 지원) | 미국           |
| 2016년 9월 28일                                         | 영국           |
| 2016년 10월 26일                                        | 독일           |
| 2016년 10월 26일                                        | 오스트리아     |
| 2017년 10월 4일 (일부 제한)                             | 인도           |
| 2017년 11월 15일                                        | 일본           |
| 2017년 12월 5일                                         | 캐나다         |
| 2017년 12월 8일                                         | 벨기에         |
| 2017년 12월 8일                                         | 볼리비아       |
| 2017년 12월 8일                                         | 불가리아       |
| 2017년 12월 8일                                         | 칠레           |
| 2017년 12월 8일                                         | 콜롬비아       |
| 2017년 12월 8일                                         | 코스타리카     |
| 2017년 12월 8일                                         | 키프로스       |
| 2017년 12월 8일                                         | 체코           |
| 2017년 12월 8일                                         | 에콰도르       |
| 2017년 12월 8일                                         | 엘살바도르     |
| 2017년 12월 8일                                         | 에스토니아     |
| 2017년 12월 8일                                         | 핀란드         |
| 2017년 12월 8일                                         | 그리스         |
| 2017년 12월 8일                                         | 헝가리         |
| 2017년 12월 8일                                         | 아이슬란드     |
| 2017년 12월 8일                                         | 라트비아       |
| 2017년 12월 8일                                         | 리히텐슈타인   |
| 2017년 12월 8일                                         | 리투아니아     |
| 2017년 12월 8일                                         | 룩셈부르크     |
| 2017년 12월 8일                                         | 몰타           |
| 2017년 12월 8일                                         | 네덜란드       |
| 2017년 12월 8일                                         | 파나마         |
| 2017년 12월 8일                                         | 페루           |
| 2017년 12월 8일                                         | 폴란드         |
| 2017년 12월 8일                                         | 포르투갈       |
| 2017년 12월 8일                                         | 슬로바키아     |
| 2017년 12월 8일                                         | 스웨덴         |
| 2017년 12월 8일                                         | 우루과이       |
| 2018년 1월 25일                                         | 아일랜드       |
| 2018년 2월 1일                                          | 오스트레일리아 |
| 2018년 2월 1일                                          | 뉴질랜드       |
| 2018년 2월 6일                                          | 프랑스         |
| 2018년 10월 30일                                        | 이탈리아       |
| 2018년 10월 30일                                        | 스페인         |
| 2018년 11월 12일                                        | 멕시코         |
| 2019년 10월 3일                                         | 브라질         |

## 지원 제품
- 아마존 에코
- 소노스 원 스피커[22]
- 레노버 스마트 어시스턴트[23]
- 하르만 카돈 얼루어[24]
- 인보시아 트리비[25]
- LG 스마트 씽큐 허브[26]
- 아마존 파이어TV[27]
- 샤오미 어메이즈핏 gtr2, gts2 시리즈
- 샤오미 미밴드 5, 6

## 같이 보기
- 마이크로소프트 코타나
- 구글 어시스턴트
- Siri
- 빅스비 (가상 비서)